# Фригар, Мари Жанна
Мари Жанна Фригар (фр. Marie Jeanne Frigard; ур. Стейн (фр. Stein); 1904, Гримо — год смерти неизвестен) — французская шахматистка и классическая скрипачка, участница чемпионата мира по шахматам среди женщин (1927). Четирехкратная победительница чемпионата Франции по шахматам среди женщин (1924, 1925, 1926, 1927).

## Биография
В 1924 году в Париже Мари Жанна Фригард после плей-офф выиграла первый чемпионат Франции по шахматам среди женщин. В последующие годы она трижды повторила этот успех, хотя два раза занимала второе место на этих турнирах, но стала чемпионкой, потому что победитель турнира Полетт Шварцман в 1925 и в 1927 годах не имела французского гражданства. В 1924 году в бельгийском городе Вестенде она заняла 2-е место в международном любительском турнире по шахматам среди женщин. В 1927 году Мари Жанна Фригар приняла участие в первом турнире за звание чемпионки мира по шахматам, где она поделила 9-е — 11-е место. После 1927 года она редко участвовала в шахматных турнирах.
Занималась игрой на скрипке с семи лет. В 1920-х и 1930-х годах она стала известной классической скрипачкой. В 1928 году Мари Жанна Фригард в качестве первой скрипки оркестра Сен-Дени приняла участие в гастролях в Канаде.
Во время оккупации Франции во время Второй мировой войны Мари Жанна Фригард жила в Ницце, откуда она была депортирована в 1943 или 1944 году. О её смерти нет достоверных известий.